# Municipio de Boonville (Misuri)
El municipio de Boonville (en inglés: Boonville Township) es un municipio ubicado en el condado de Cooper en el estado estadounidense de Misuri. En el año 2010 tenía una población de 10371 habitantes y una densidad poblacional de 74,93 personas por km².

## Geografía
El municipio de Boonville se encuentra ubicado en las coordenadas 38°56′38″N 92°45′17″O / 38.94389, -92.75472. Según la Oficina del Censo de los Estados Unidos, el municipio tiene una superficie total de 138.41 km², de la cual 134.6 km² corresponden a tierra firme y (2.75%) 3.8 km² es agua.

## Demografía
Según el censo de 2010, había 10371 personas residiendo en el municipio de Boonville. La densidad de población era de 74,93 hab./km². De los 10371 habitantes, el municipio de Boonville estaba compuesto por el 85.77% blancos, el 10.92% eran afroamericanos, el 0.34% eran amerindios, el 0.6% eran asiáticos, el 0.03% eran isleños del Pacífico, el 0.3% eran de otras razas y el 2.04% pertenecían a dos o más razas. Del total de la población el 1.63% eran hispanos o latinos de cualquier raza.